# Groesplaat
Groesplaat is een nieuw natuurgebied in de uiterwaarden tussen de Boven-Merwede en Oudendijk, tussen Woudrichem en Sleeuwijk. Het meet 168 ha. De Groesplaat is een grotendeels open uiterwaard. Opvallend is de evenwijdig aan de rivier lopende nevengeul. Langs deze geul is een moerasvegetatie aanwezig welke geleidelijk overgaat in vochtige tot droge graslanden en ruigtes. Op verschillende plaatsen komt rietmoeras en opgaand wilgenbos voor. Langs de rivier liggen zandstrandjes met aansluitend een zandige oeverwal. Het natuurgebied werd in 1999 voltooid en is sindsdien in beheer van Brabants Landschap. Het gebied is vrij toegankelijk tussen zonsopgang en zonsondergang. Er zijn drie wandelroutes uitgezet, maar er mag niet van de paden afgeweken worden. De Groesplaat wordt door de haven van Sleeuwijk gescheiden van de Sleeuwijkse Waard.

## Flora en Fauna
In de brede geul, de Oudendijkse Geul genaamd, die gegraven is ontstaat een belangrijke paaiplaats voor vissen en foerageerplaats voor grote viseters als aalscholver en visarend. De Oudendijkse Geul ligt in het verlengde van een natuurlijke kreek, het Oudendijkse Gat, die in rechtstreekse verbinding staat met de Merwede. In de graslanden broeden kievit en gele kwikstaart, in de ruigtes kneu, putter en rietgors. Er lopen Gallowayrunderen en halfwilde IJslandse paarden voor de begrazing. Ook worden soms Reeën gezien.
Kenmerkende flora van het gebied is te vinden op de hoger gelegen zomerkaden en oeverwal: stroomdalflora zoals Sikkelklaver, Geel walstro, Heksenmelk, Knoopkruid, Geoorde zuring en Echte kruisdistel vallen hier op. Langs de slikachtige oevers van de nevengeul zijn Slijkgroen, Naaldwaterbies, Klein vlooienkruid, ruin cypergras en Zwart tandzaad te vinden. Langs de rivier kiemen door de rivier aangevoerde zaden van exoten zoals Tomaat, Zonnebloem, Afrikaantje en Doornappel. Op de evenwijdig aan de rivier lopende zandruggen groeien planten van schrale milieus als Muurpeper en Liggende ganzerik, alsmede Wilde marjolein en Zacht vetkruid. Op de steenbeschoeiingen vindt men pijpbloem en grote engelwortel.
De grienden worden niet meer afgezet waardoor ze doorgeschoten zijn. Hier huist een kolonie van de blauwe reiger en vindt men ook de bosuil. Tot de sprinkhanensoorten behoren de zeldzame Greppelsprinkhaan en Bramensprinkhaan. Een bijzondere libellensoort in dit gebied is de zeer zeldzame Rivierrombout, waarvan de larve in de rivier leeft.

## Vogelkijkhut
Bij de ingang van het natuurgebied is een vogelkijkhut geplaatst, waar natuurliefhebbers kunnen genieten van het uitzicht en natuurlijk vogels kunnen waarnemen. De naam van de hut is Het Vinkennestje. Dit is een verwijzing naar het café dat jaren geleden gevestigd was aan de dijk bij Oudendijk.

## Foto's

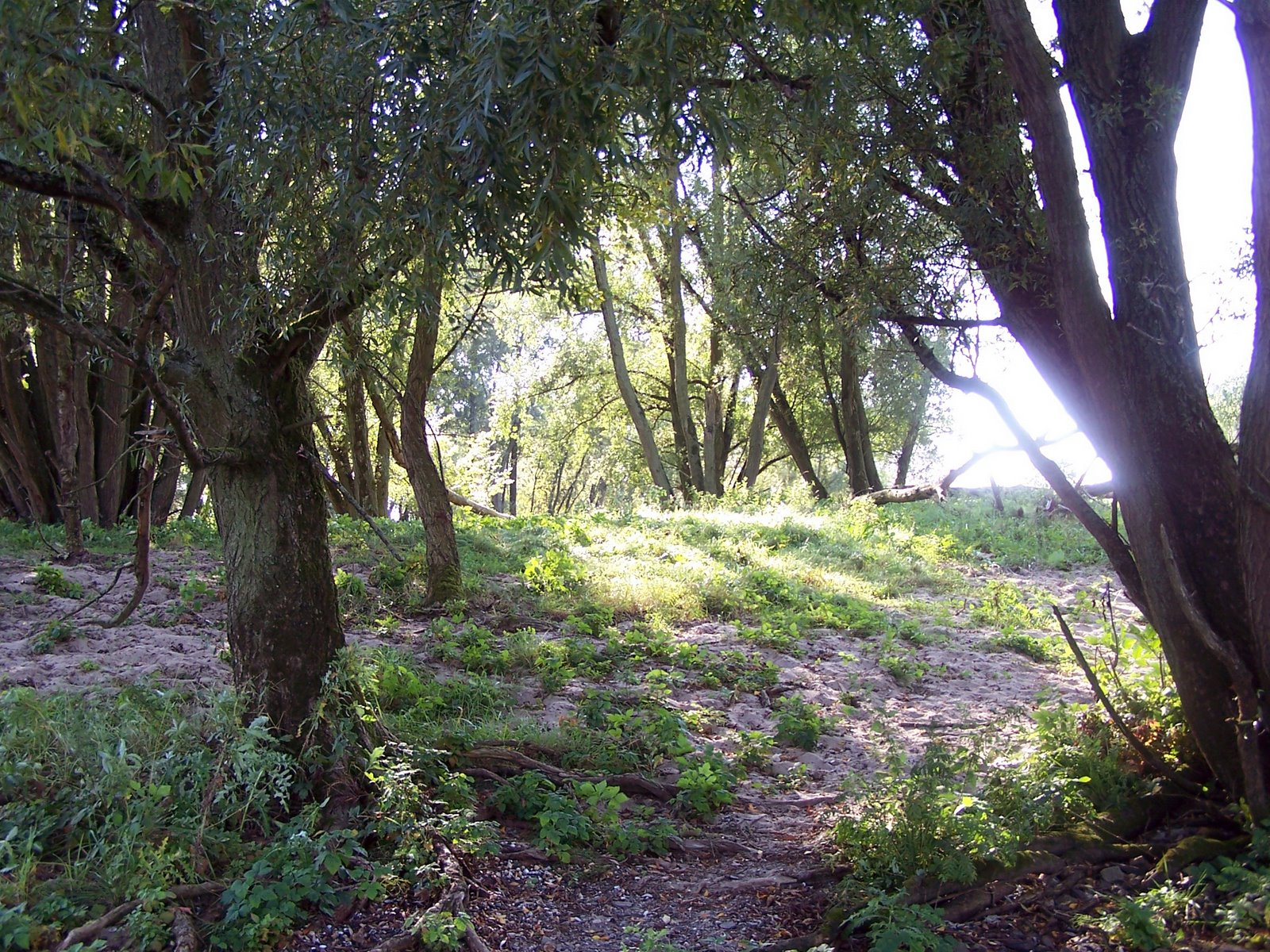
Wandelpad door de Groesplaat
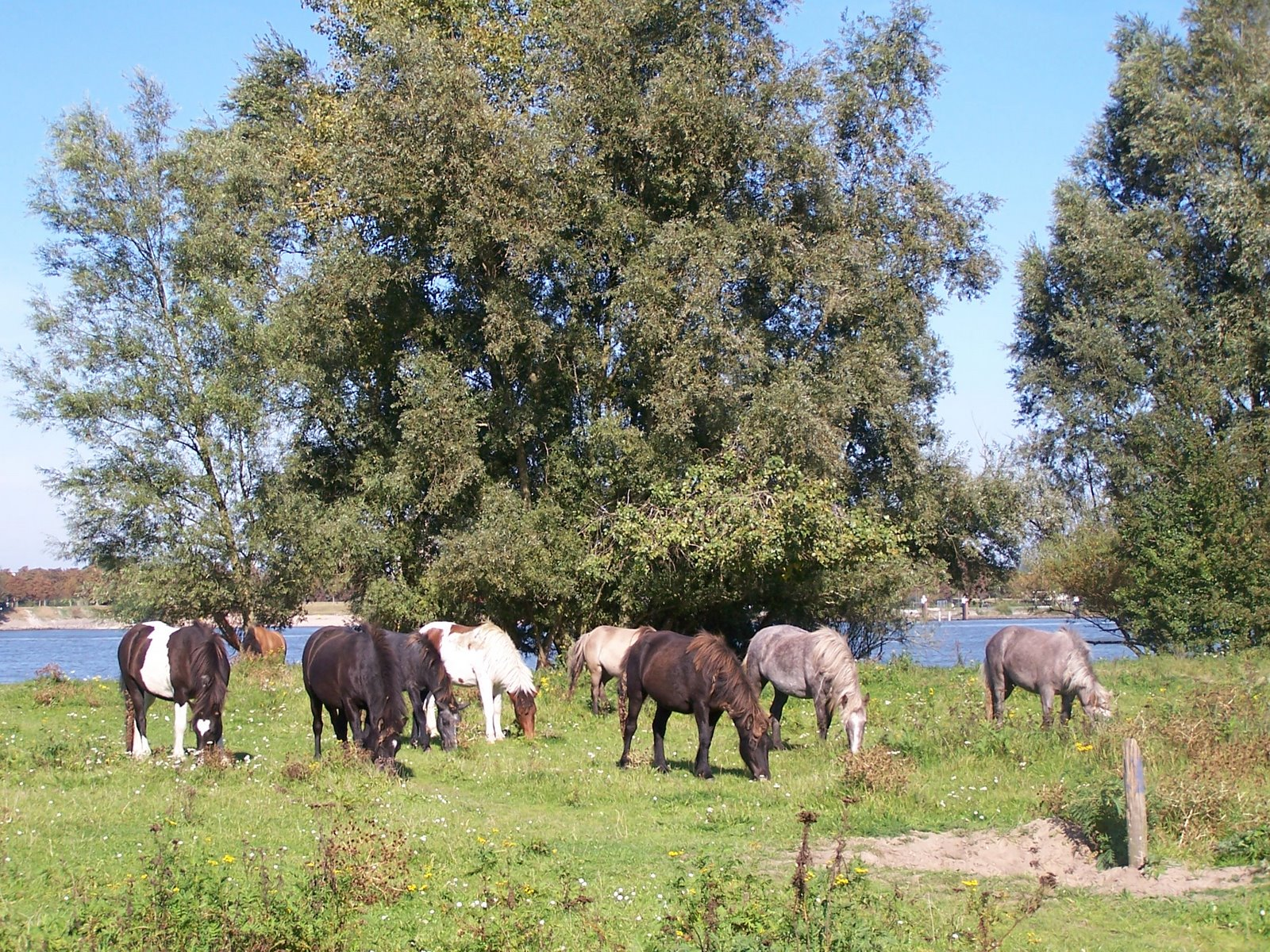
Halfwilde paarden
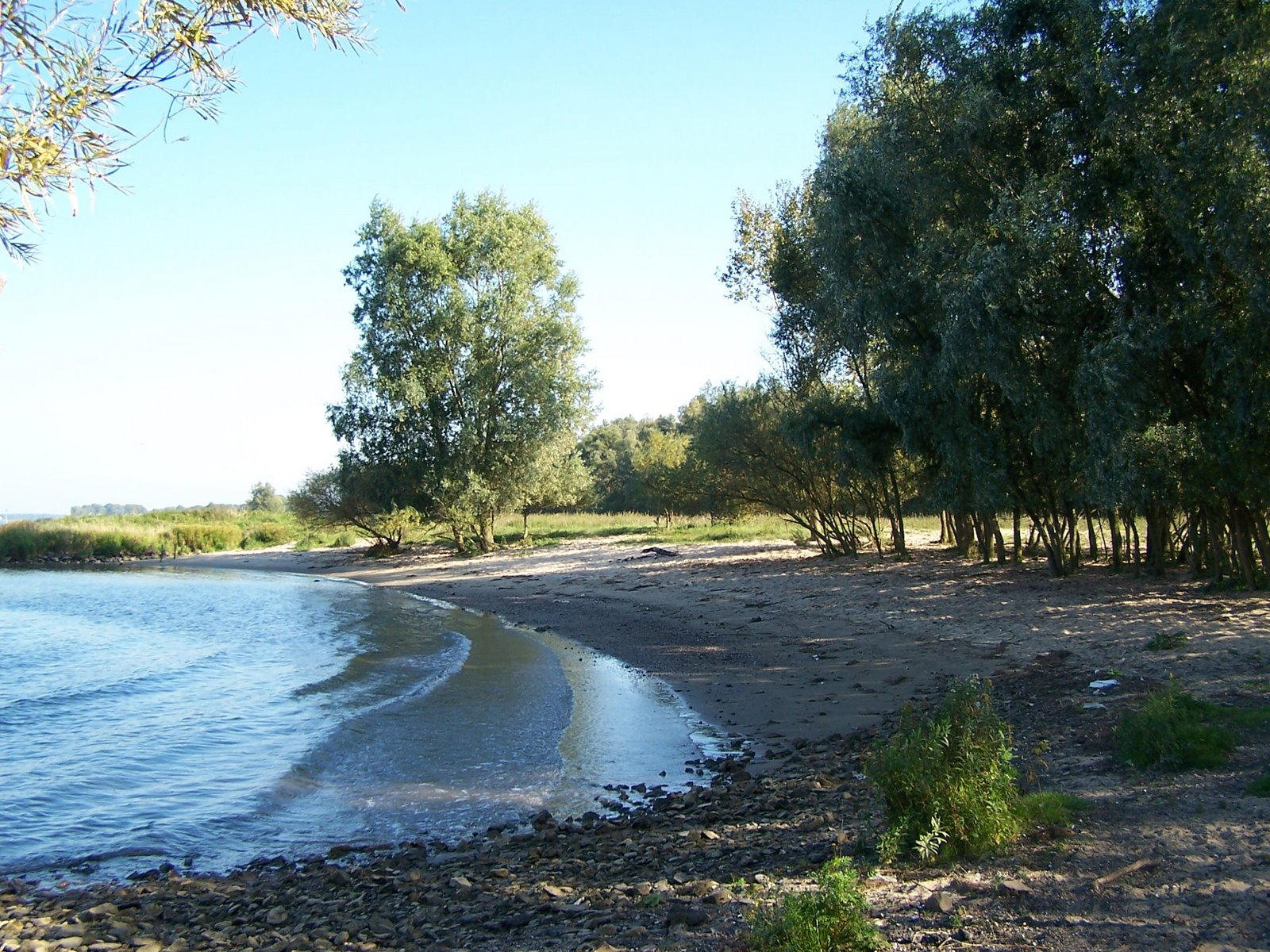
Strand aan de Merwede, Groesplaat
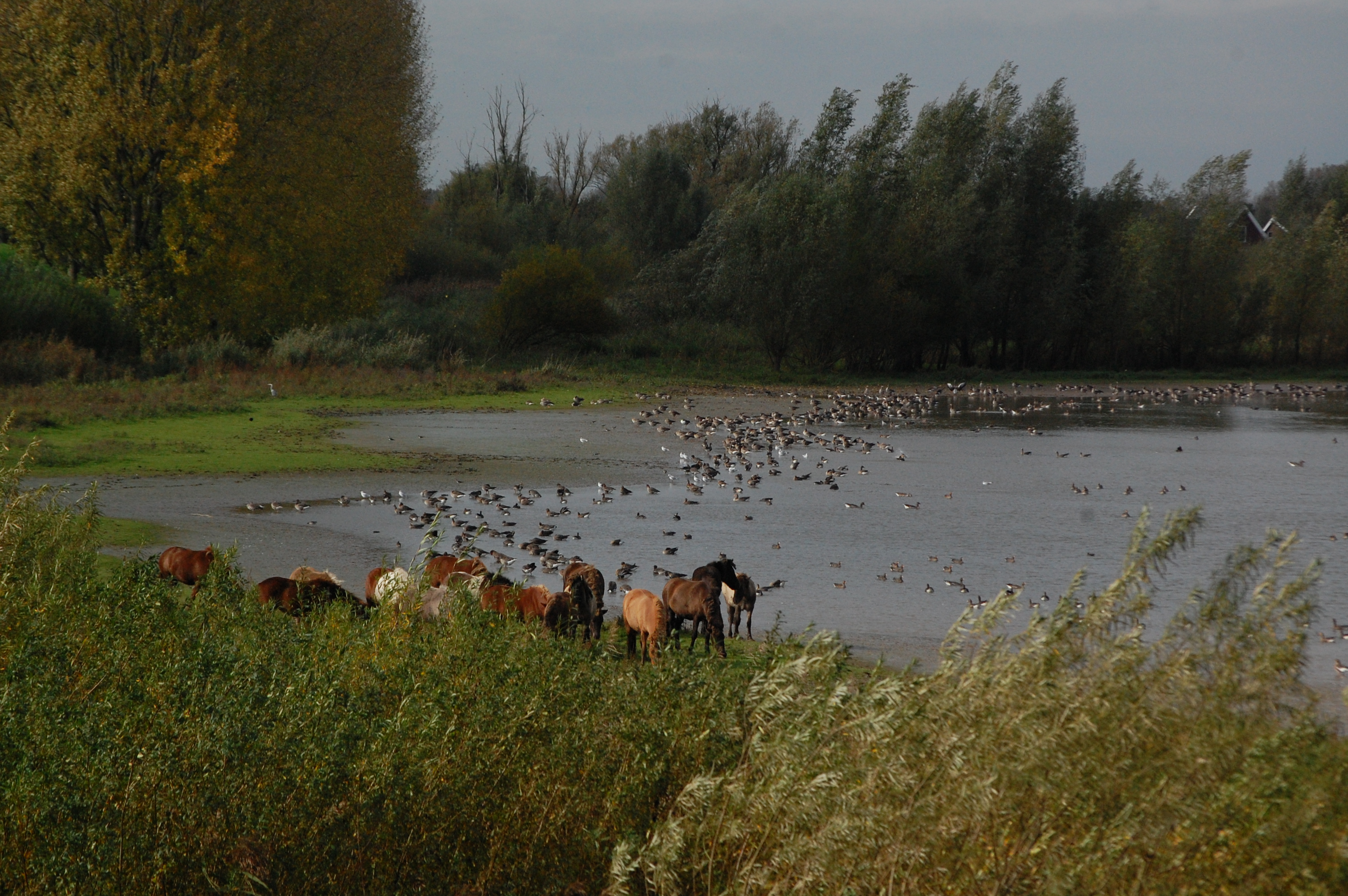
Paarden en vogels in de Groesplaat
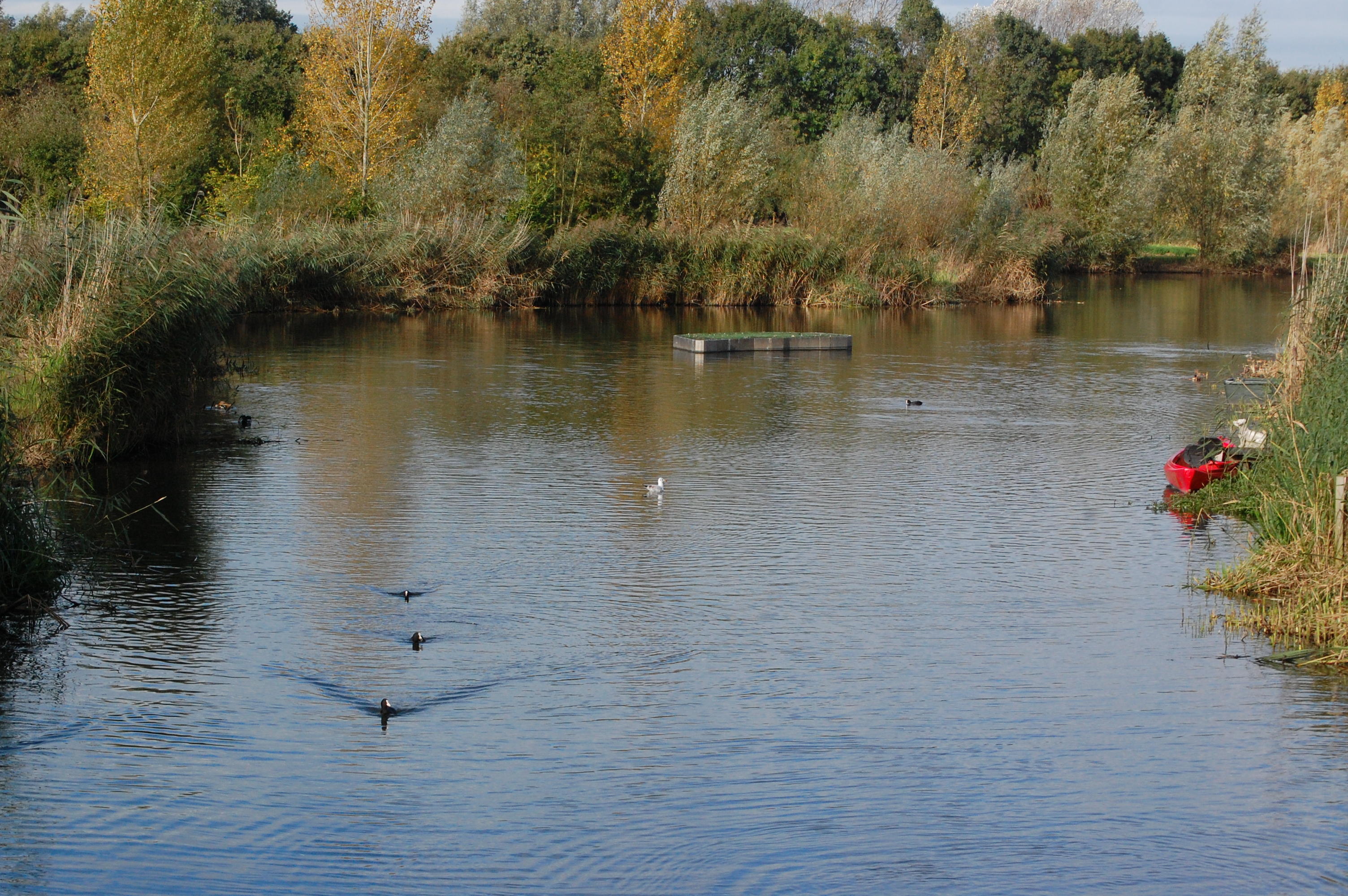
Oudendijkse gat

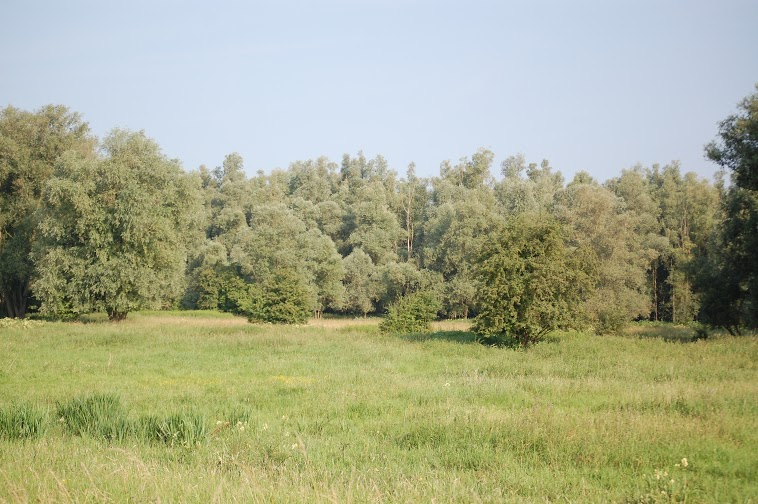
Doorgeschoten grienden in de Groesplaat
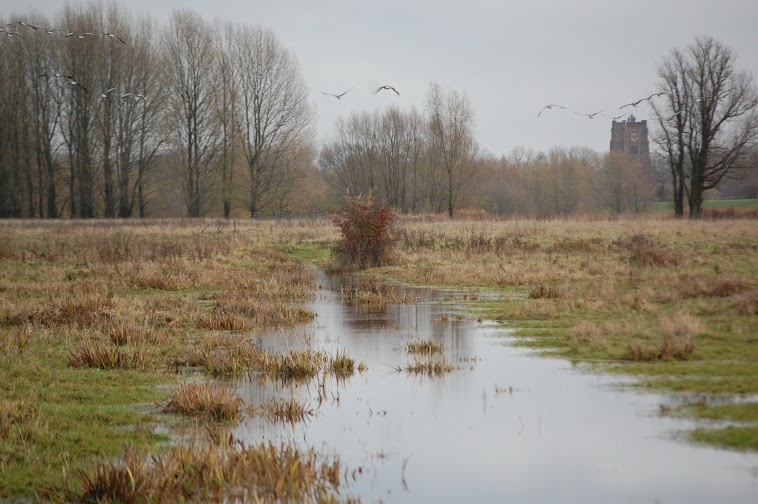
Groesplaat met kerktoren van Woudrichem op de achtergrond
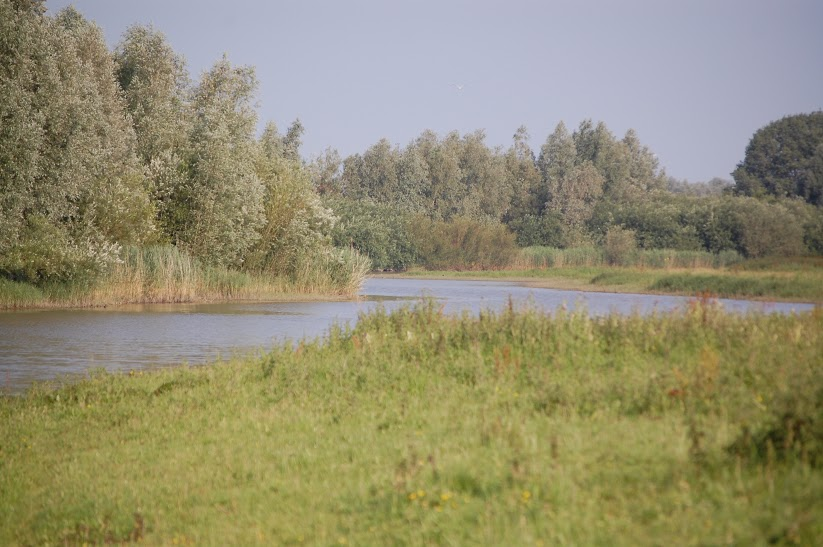
Oudendijkse gat
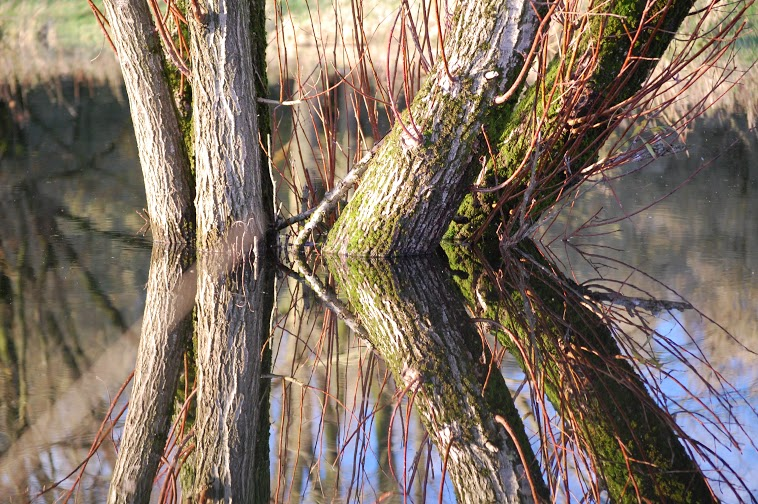
Hoogwater in de Groesplaat
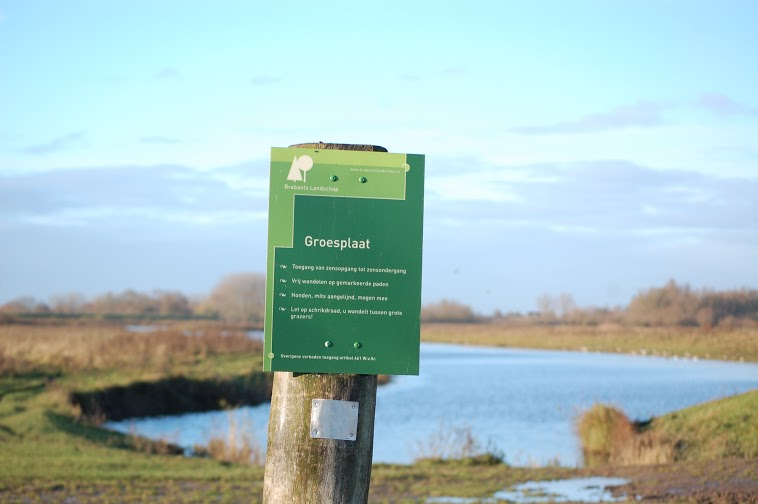
Het toegangsbord van de Groesplaat